# Queso tulum

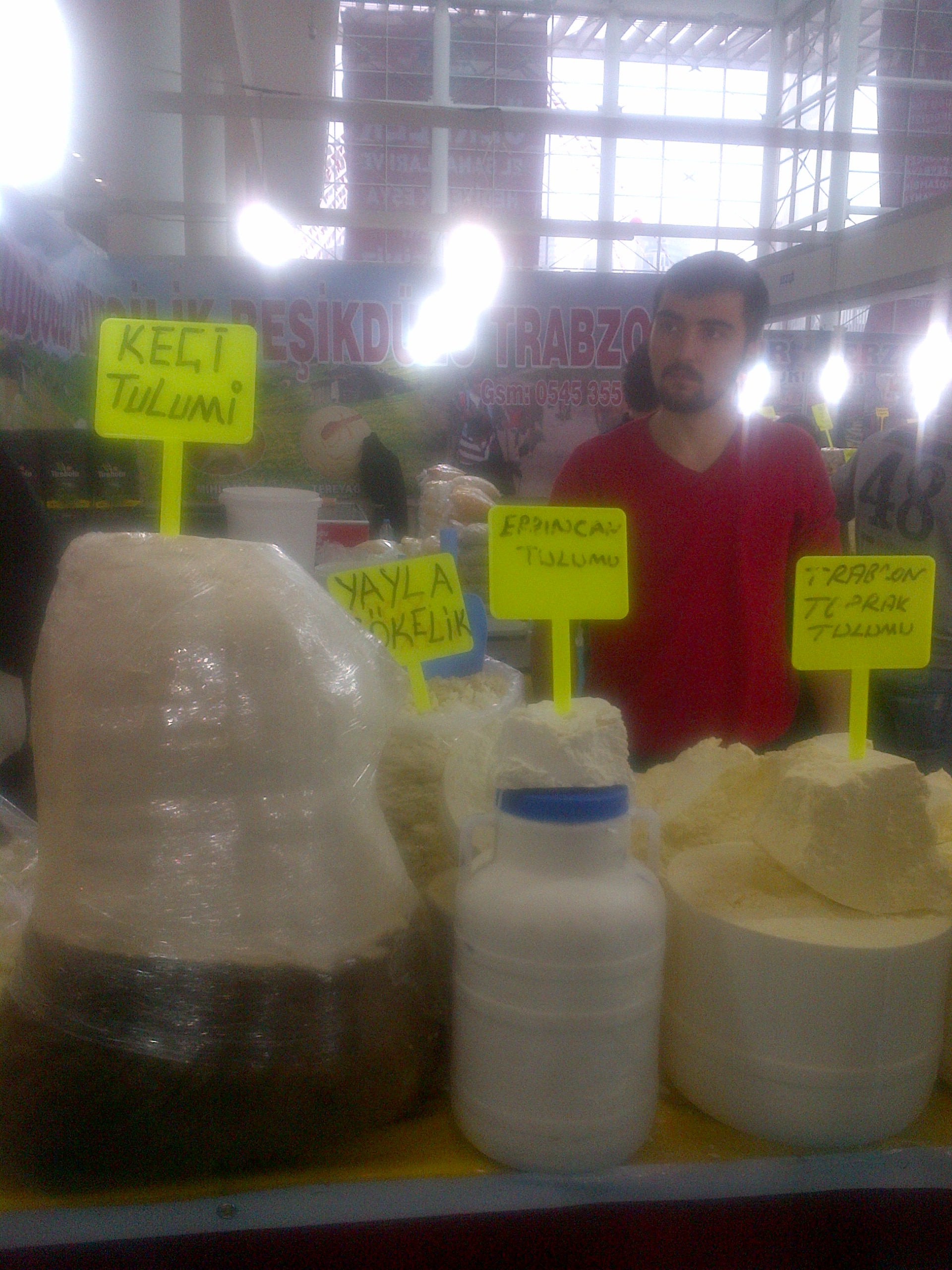
Tulum peyniri de Erzincan, Turquía.

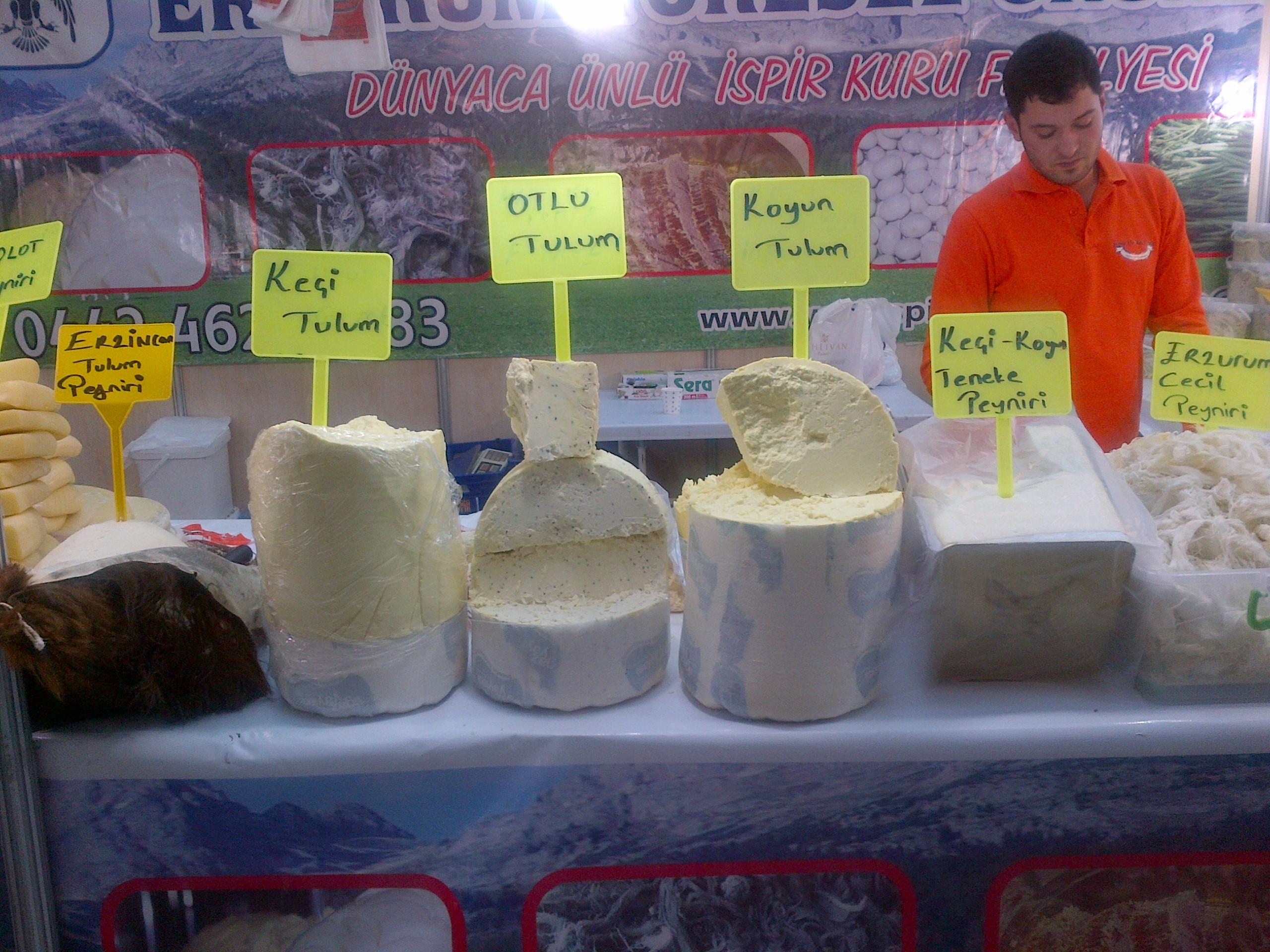
Variedades de tulum, centro "Otlu tulum peyniri", o Tulum con hierbas, en Ankara.

El queso tulum (turco: tulum peyniri) es un queso tradicional turco de leche de cabra, madurado en una cubierta de piel de cabra, llamado Tulum en turco. Debido a su sabor único, se prefiere como meze de rakı en Turquía.

## Tulum por localidad
El queso tulum se diferencia en Turquía por su localidad. El queso originario de distintas partes del país, difiere en sabor debido a la variedad en las técnicas de producción. Los quesos tulum más notables son:
- De Erzincan.[3]
- De Izmir.[4]
- De Divle.[5]
- De Çimi.[6]
- De Kargı.[7]